# Michel Dupuy (homme politique, 1918-2001)
Pour les articles homonymes, voir Michel Dupuy et Dupuy.
Michel Dupuy est un homme politique français et médecin. Né à Grandvilliers (Oise) le 21 décembre 1918 et mort à Crépy-en-Valois le 17 avril 2001, il a été maire de Crépy-en-Valois de 1953 à 1995, président du Conseil général de l'Oise et conseiller régional de Picardie.

## Biographie

### Carrière politique
Michel Dupuy, médecin à Crépy, se voit proposer de rejoindre la liste formée par Georges de Cornois au vu des élections municipales de 1953, ce qu'il accepte. 
Il est élu maire de Crépy-en-Valois le 3 mai 1953. Sous son mandat, la démographie de la ville évolue fortement, passant de 5 000 habitants en 1953 à 14 000 habitants en 1995. Ainsi, un important programme de logements sociaux se constitue pour répondre à l’accroissement de la population et voit la naissance des quartiers de Géresme, des Tournelles et Kennedy.
En 1959 débute la construction de la première zone industrielle de Crépy, sise route de Soissons.
C'est pendant son mandat qu'a lieu l'incendie du collège La Fontaine de Crépy suivi quelques mois plus tard par l'accident de Beaune faisant 33 victimes crépynoises parmi les enfants sur 53 morts ,.
Le 11 juin 1961, il est élu conseiller général et devient vice-président du conseil général de l'Oise le 5 mai 1964 chargé de la commission des finances et de l'administration générale. 
Le docteur Dupuy est élu conseiller régional de Picardie en 1977 et devient président du conseil général le 11 mai 1978 à la suite du décès de François Bénard . Il est finalement battu aux élections cantonales du 28 mars 1979 et quitte le conseil général.
Il quitte ses fonctions de maire de Crépy-en-Valois en juin 1995, fonction exercée pendant 42 ans.

### Mort
Il meurt de maladie en son domicile de Crépy-en-Valois le 17 avril 2001.

## Distinctions, récompenses et hommages

### Décorations
- Officier de la Légion d'honneur en 1990.
- Commandeur de l'ordre des Palmes académiques en 1993.
  - Officier en 1974

### Prix
- Prix France-Allemagne en 1981, décerné par Alain Poher, président du Sénat  pour sa contribution à la paix avec le bourgmestre de Zeil (Moselle).

### Hommages
- Une place, avec monument, porte son nom à Crépy-en-Valois.
- Un buste en bronze à son effigie est exposé rue Saint-Lazare, près de la collégiale Saint-Thomas à la suite d'une souscription lancée par une association créée pour l’occasion en 2002[6].
- Une collecte de documents relatifs à Michel Dupuy est organisée en 2018 par la société d'histoire et d'archéologie du Valois en vue d'une exposition[7]. Celle-ci a lieu les 8-9-10 mars 2019 à l'Hôtel d'Orléans, rue Jeanne d'Arc à Crépy-en-Valois[8].

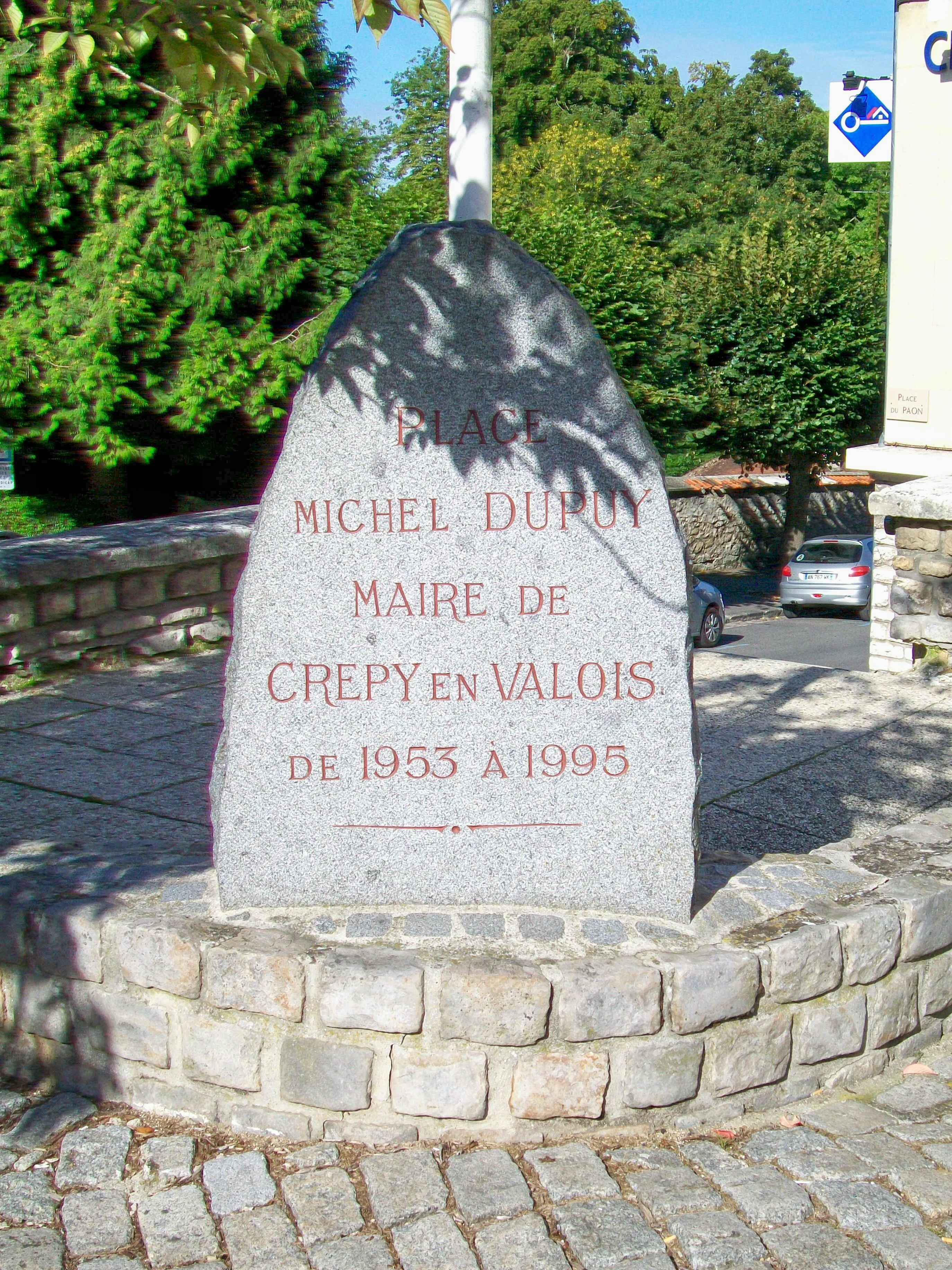
Monument de la place Michel Dupuy

## Publications
- Michel Dupuy, La neige folle : le drame des naufragés, Éditions des Écrivains, 1998, 162 p. (ISBN 978-2844342430)

## Pour approfondir